# Gerard Way
Gerard Arthur Way, född 9 april 1977 i Summit i New Jersey i USA, är en amerikansk musiker. Way är sångare i bandet My Chemical Romance. Han är bror till Mikey Way som spelar bas i samma band.
Way har även skrivit en serietidning vid namn Umbrella Academy, som senare anpassades till en Netflix-serie som släpptes 2019.
När Way bevittnade terrorattackerna 2001 skrev han My Chemical Romances första låt "Skylines and Turnstiles". Det var hans bror Michael som kom på bandets namn, vilket han fick från boken Ecstasy: Three Tales of Chemical Romance av Irvine Welsh.
Efter examen från Belleville High School 1995 började Way på School of Visual Arts i New York och gick ut med en kandidatexamen i konst år 1999. Way samlade ihop Ray Toro, Matt Pelissier (senare ersatt av Bob Bryar), Frank Iero, och brodern Michael för att spela gigs längs med ostkusten på klubbar. Bandet släppte sitt första album I Brought You My Bullets, You Brought Me Your Love år 2002.
My Chemical Romance släppte sitt andra album, Three Cheers for Sweet Revenge, i juni 2004, sitt tredje album The Black Parade i oktober 2006 och sitt senaste album Danger Days: The True Lives of the Fabulous Killjoys i november 2010. 
Efter att My Chemical Romance splittrades 22 mars 2013 fortsatte Gerard Way som soloartist, och den 24 september 2014 släppte han sin första skiva, Hesitant Alien. Under den tillhörande turnén kom Gerard Way till Stockholm den 4 februari 2015.
Sedan 2019 fungerar Way som exekutiv producent för TV-serien The Umbrella Academy.

## Privatliv
Den 3 september 2007, efter en konsert, gifte sig Gerard Way med basisten Lyn-Z från bandet Mindless Self Indulgence. Deras dotter Bandit Lee Way föddes i Kalifornien 2009.
2014 började Way öppet diskutera sin könsidentitet online och i intervjuer.
2019 framkom det att Gerard Way är syssling med komikern och UFC-kommentatorn Joe Rogan. Detta har Rogan själv berättat i sin podcast (The Joe Rogan Experience). Han sa också att trots detta har de två aldrig träffats.

## Diskografi
Album med My Chemical Romance
- I Brought You My Bullets, You Brought Me Your Love (2002)
- Three Cheers for Sweet Revenge (2004)
- The Black Parade (2006)
- Danger Days: The True Lives of the Fabulous Killjoys (2010)

Soloalbum
- Hesitant Alien (2014)